# Jules Lemaître
Jules-François-Élie Lemaître (n. 27 aprilie 1853 - d. 4 august 1914) a fost un critic literar și dramaturg francez.
Critica sa literară și teatrală, de orientare impresionistă, este caracterizată prin vervă spirituală, gust fin și eleganță a formei.

## Scrieri
- 1880: Medalii ("Les Médaillons")
- 1886 - 1899: Contemporanii ("Les Contemporains")
- 1888 - 1898: Impresii din teatru ("Impressions de théâtre")
- 1890: Deputatul Leveau ("Le Député Leveau")
- 1898: Majora ("L'Aînée")
- 1905/1907: Pe marginea cărților vechi ("En marge des vieux livres")
- 1907: Jean-Jacques Rousseau
- 1910: Fénelon
- 1910: Căsătoria lui Telemah ("Le Mariage de Télémaque")
- 1912: Châteaubriand
- 1914: Bătrânețea Elenei ("La Vieillesse d'Hélène").

A fost colaborator al publicațiilor: Journal des débats, La revue bleue, Revue des deux mondes.